# Impúber

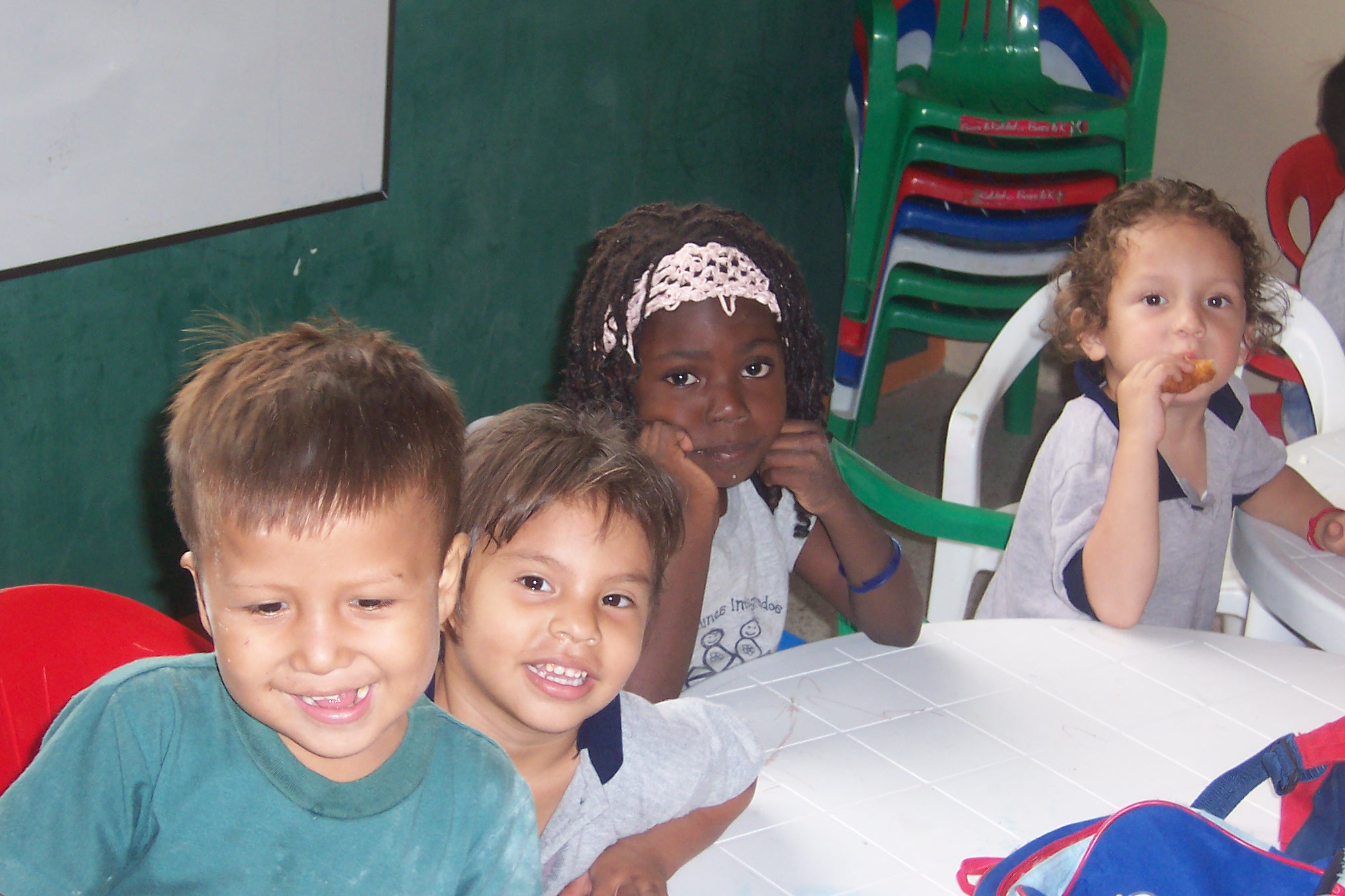
Niños impúberes en un jardín infantil

Impúber, desde un punto de vista biológico, es toda persona que no ha alcanzado la pubertad, es decir, la capacidad de reproducción. Pero desde un punto de vista jurídico, impúber es toda persona que no ha alcanzado cierta edad predeterminada por la ley, generalmente coincidente con el inicio de la adolescencia. La determinación normativa de este estado fisiológico de las personas ha sido reglada de manera rígida por la ley por razones de seguridad jurídica, debido a las consecuencias jurídicas que se derivan de ello.

## Instituciones en que tiene relevancia
- Para determinar su incapacidad de celebrar toda clase de actos jurídicos.
- Para determinar su incapacidad para responder por delitos o cuasidelitos.
- Para determinar su incapacidad para contraer matrimonio.
- Para determinar su incapacidad para hacer testamento.
- Para determinar su necesidad de sujetarse a un tutor.
- Para ser representados en juicio por el defensor público.

## Derecho comparado

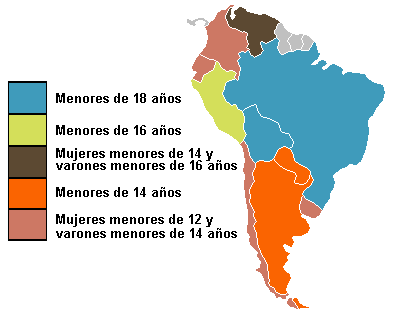
Mapa que muestra la edad en que se considera impúber a una persona en los países de Sudamérica.

La edad del impúber varía en las diversas legislaciones, aunque siempre se mantiene dentro del rango etario entre los 12 y 16 años.
- Menores de 14 años. Artículo 127 del Código Civil argentino (vigente hasta 31 de diciembre de 2015).[3]
- Varón menor de 14 y mujer menor de 12 años. Artículo 26 del Código Civil chileno.[4]
- Menor de 14 años. Artículo 34 del Código Civil colombiano.[5]
- Varón menor de 14 y mujer menor de 12 años. Artículo 21 del Código Civil ecuatoriano.[6]
- Menores de 14 años. Artículo 37 b) del Código Civil paraguayo.[7]
- Menores de 16 años. Artículo 43 N° 1 en relación con artículo 277 N°1 del Código Civil peruano.[8]
- Varón menor de 14 y mujer menor de 12 años. Artículo 831 N° 1 del Código Civil uruguayo.[9]
- Varón menor de 16 y mujer menor de 14 años. Artículo 46 del Código Civil venezolano.[10]